# Mô típ

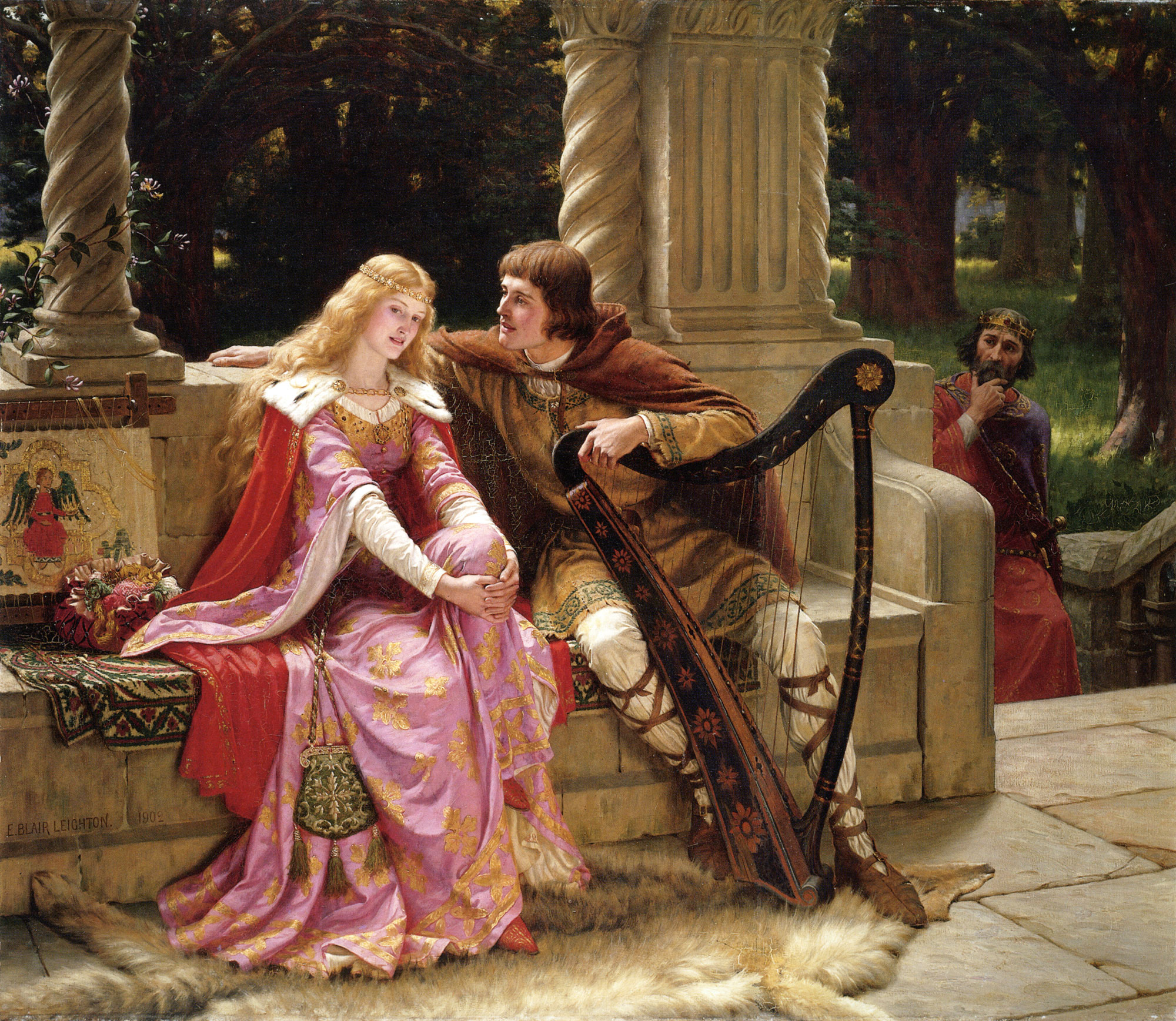
Tình tay ba và những ghen tuông, một mô típ thường thấy trong những tác phẩm nghệ thuật về bi kịch tình ái biểu hiện ở nhiều loại hình nghệ thuật khác nhau

Mô típ hay Mô-típ (tiếng Anh: motif) là một công thức có tính ước lệ, biểu trưng nghệ thuật của một cốt truyện và thường được lặp đi, lặp lại ghi nhận những ấn tượng về thực tại đặc biệt mạnh mẽ, quan trọng và lập lại nhiều lần, nó là một đơn vị trần thuật đơn giản nhất, bằng hình tượng và cũng là những mẫu khái quát sơ khởi có đặc điểm là tính đồng nhất và giống nhau. Thuận ngữ Mô típ thường có quan hệ giữa đề tài và cốt truyện. Mộtip có thể là hạt nhân của cốt truyện. Trải qua một quá trình gia tăng, nối dài, phát triển, nó sẽ trở thành cốt truyện. Thứ hai, đề tài - cốt truyện có thể được coi là sự kết hợp của những môtip. Cốt truyện với tính chất là một sơ đồ phức tạp được hình thành từ một loạt môtip, nó có thể được lồng ghép trong cốt truyện và các thành phần của cốt truyện.